# Ruth Harriet Louise
Ruth Harriet Louise, nata Ruth Goldstein (New York, 13 gennaio 1903 – Los Angeles, 12 ottobre 1940) è stata una fotografa statunitense. È stata la prima fotografa donna a dirigere un atelier fotografico di ritratti ad Hollywood della Metro-Goldwyn-Mayer nel periodo 1925-1930.

## Biografia
Cresciuta nel New Jersey, era figlia del rabbino Jacob Goldstein, originario inglese, e di Klara Jacobson Sandrich, nata a Rajec, all'epoca un piccolo paese dell'Ungheria, passato poi alla Slovacchia. Suo fratello era il regista Mark Sandrich mentre sua cugina fu l'attrice di film muti Carmel Myers. La madre viene ricordata per essersi dedicata alla pittura, probabilmemnte come dilettante. Nel 1922 iniziò ad occuparsi di fotografia, specializzandosi nel ritratto, presso un negozio di musica, vicino a New Brunswick, dove suo padre era rabbino. Le immagini di questo periodo ritraggono soprattutto eventi e componenti legati al mondo religioso, nonché quelli della sua famiglia.
Nel 1925 si trasferì a Los Angeles, aprendo un piccolo studio fotografico a Hollywood. La sua prima foto pubblicata fu quella dell'attrice ungherese Vilma Bánky in costume per il film The Dark Angel del regista George Fitzmaurice nel 1925 che apparve sulla rivista Photoplay per amanti del cinema nel settembre dello stesso anno. Quando fu assunta, proprio nel 1925, dalla MGM, come capo fotografa ritrattista aveva ventudue anni ed era l'unica donna. Probabilmente nell'assunzione influi il fatto che Louise fosse cugina di Carmel Myers e che Carmel fosse in buoni rapporti con Louis B. Mayer, produttore cinematografico e direttore indiscusso della MGM che aveva ben chiaro il ruolo della fotografia nella pubblicità del cinema presso il pubblico, al quale mostrò dei ritratti eseguiti da Ruth.
La sua carriera è durata soltanto cinque anni alla MGM ma dalla sua macchina fotografica sono passati tutti i divi dell'epoca. Tra i nomi più celebri: Lon Chaney, John Gilbert, Joan Crawford, Marion Davies, Anna May Wong, Nina Mae McKinney, Norma Shearer. Louise, inoltre, era tra i soli sette fotografi autorizzati a fotografare Greta Garbo. Si suppone che possa aver scattato circa 100 000 fotografia nei cinque anni passati ad Hollywood. Nel 1930 la MGM non le rinnovò il contratto preferendo George Hurrell ed altri fotografi emergenti, considerati più attrattivi dal punto di vista glamour, forse perché, probabilmente, come riferisce l'attrice Norma Shearer, visitando lo studio del fotografo Hurrell, anche in considerazione dell'avvento del sonoro, nelle fotografie di Louise era assente l'aspetto sexy.
Louise curava molto l'ambientazione delle proprie foto ed inoltre è stata attenta anche alle novità dei movimenti modernisti come il cubismo, il futurismo e l'espressionismo tedesco che si notano nelle sue immagini, nella cura dei dettagli, nelle ombre e nelle pose. Ogni foto che stampava sul retro vi apponeva il timbro col suo nome completo perché non venisse meno il riconoscimento del suo lavoro.
Dopo la conclusione del contratto con la MGM trovò qualche lavoro occasionale ma la sua carriera si stava lentamente esaurendo anche se continuò a lavorare fino al 1932 poi si dedicò completamente alla famiglia. Nel frattempo aveva sposato il regista Leigh Jason nel 1927. Nel 1932 ebbe un figlio, Leigh Jr., che morì nel 1938 di leucemia. Nel 1936 nacque una figlia. Louise morì nel 1940 per complicazioni per il parto del suo terzo figlio.

## Galleria d'immagini

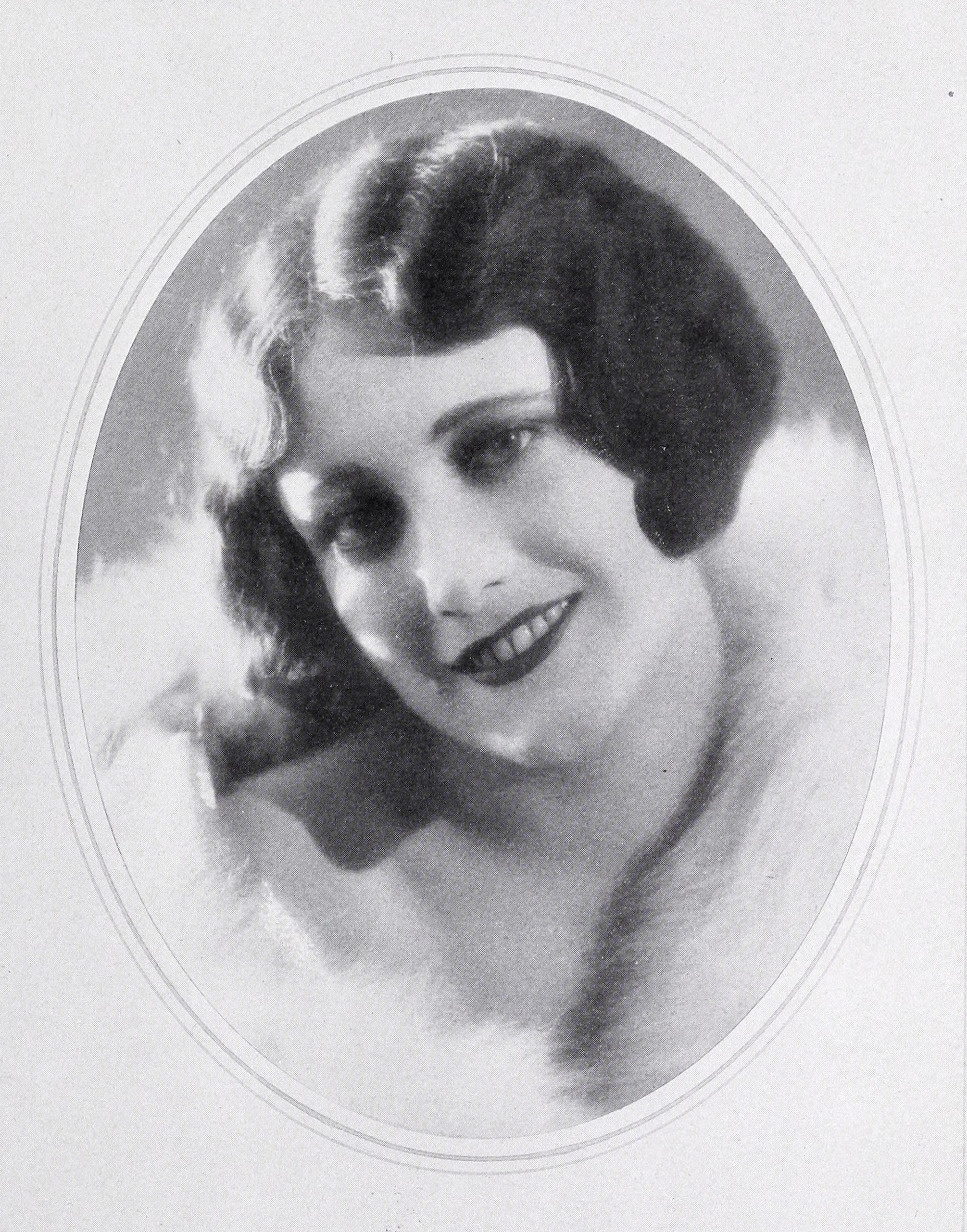
Joan Crawford interpreta Irene nel film Sally, Irene and Mary, 1925
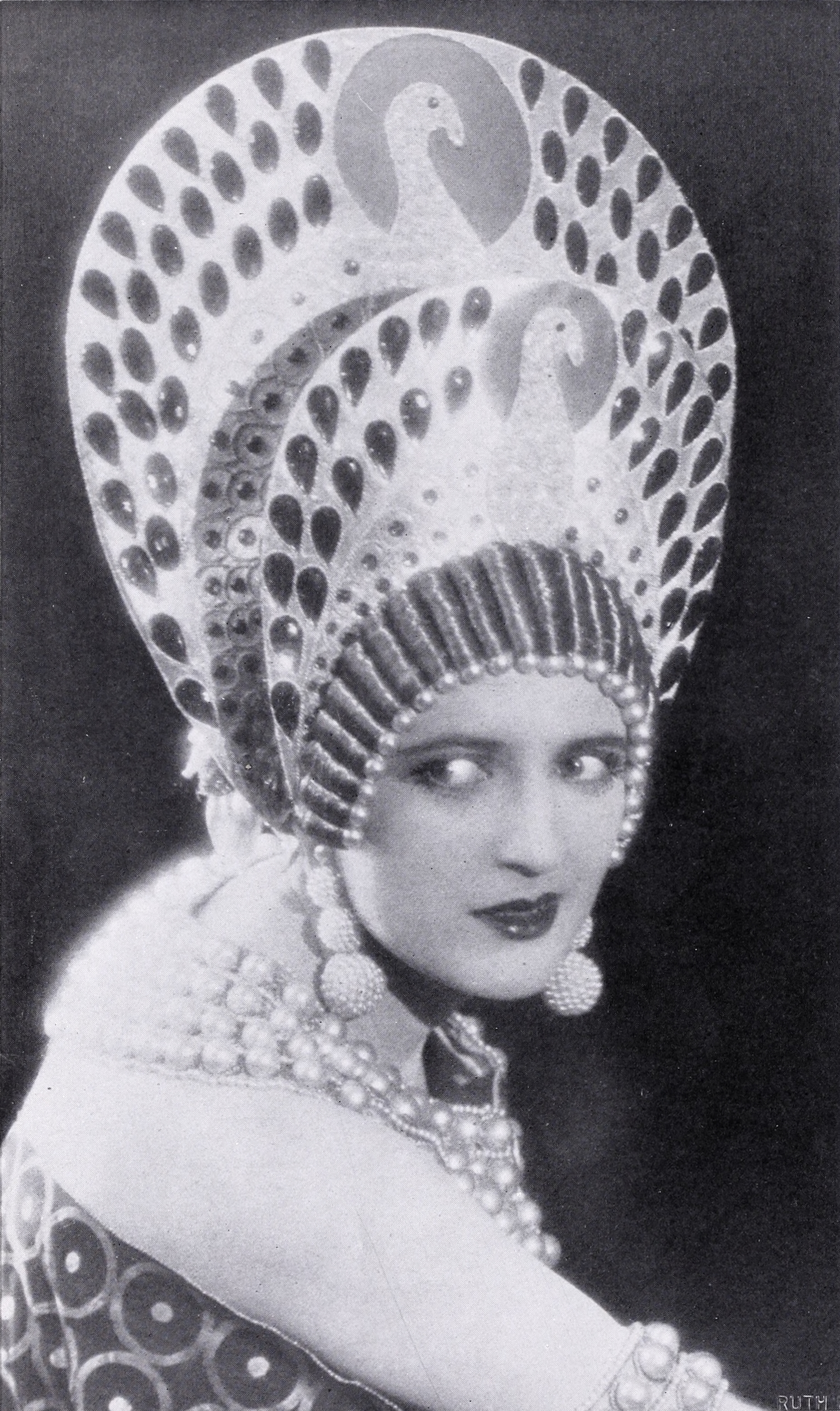
Carmel Myers interpreta Iris nel film Ben Hur, 1926
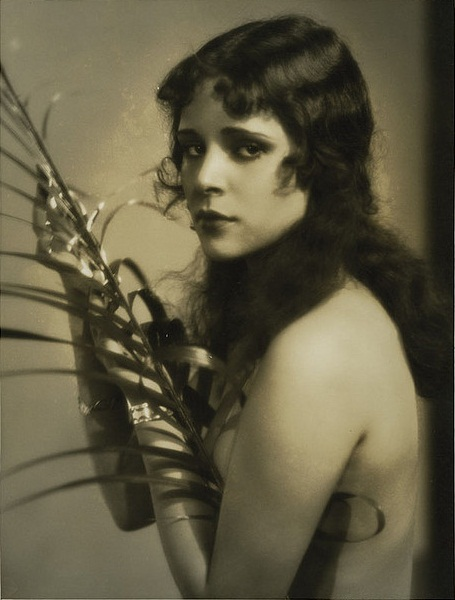
Dorothy Janis, 1929
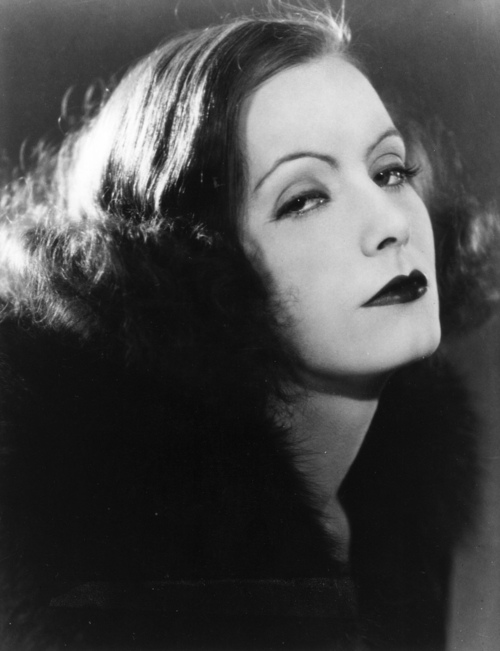
Greta Garbo, 1930 circa
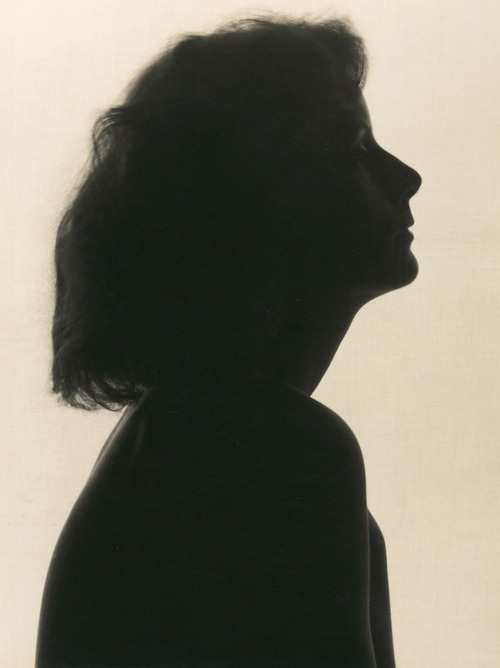
silhouette di Greta Garbo, 1930 circa
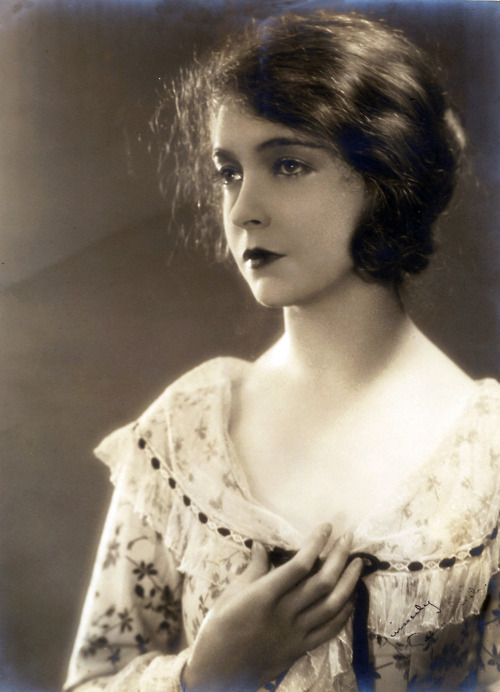
Lillian Gish, 1930 circa
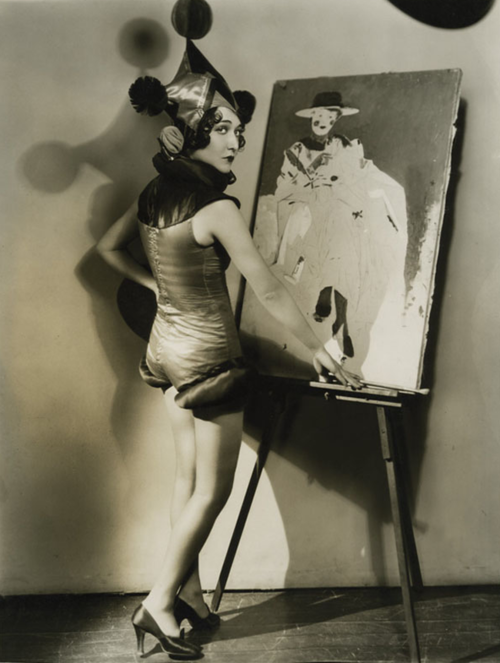
Dorothy Sebastian, 1930 circa
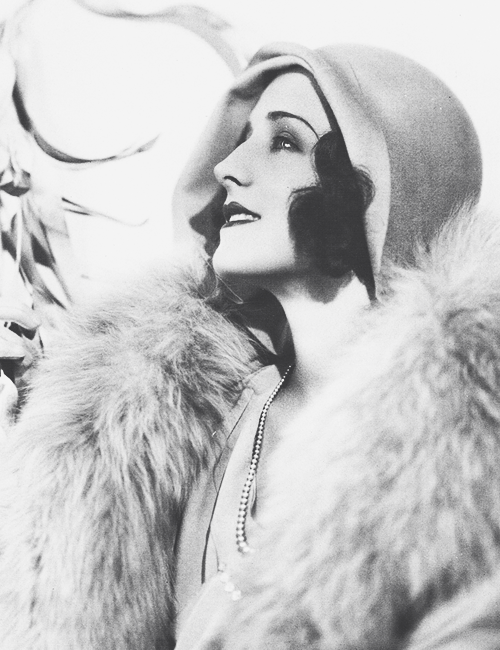
Norma Shearer, 1930 circa